# Mohamed Elyounoussi
Mohamed Elyounoussi (* 4. srpna 1994 Al Hoceima) je norský profesionální fotbalista marockého původu, který hraje na pozici křídelníka za dánský klub FC Kodaň a za norský národní tým.
Jeho starším příbuzným je fotbalista Tarik Elyounoussi.

## Reprezentační kariéra
Elyounoussi nastupoval v norských mládežnických reprezentacích U17, U18, U19 a U21.
V A-mužstvu Norska debutoval 18. 1. 2014 v přátelském utkání v Abú Zabí (Spojené arabské emiráty) proti týmu Polska (prohra 0:3).

## Statistiky

### Klubové
K 9. únoru 2022
| Klub          | Sezóna  | Liga           | Liga   | Liga | Národní pohár | Národní pohár | Ligový pohár | Ligový pohár | Evropské poháry | Evropské poháry | Celkem | Celkem |
| Klub          | Sezóna  | Liga           | Zápasy | Góly | Zápasy        | Góly          | Zápasy       | Góly         | Zápasy          | Góly            | Zápasy | Góly   |
| ------------- | ------- | -------------- | ------ | ---- | ------------- | ------------- | ------------ | ------------ | --------------- | --------------- | ------ | ------ |
| Sarpsborg 08  | 2011    | Eliteserien    | 9      | 0    | 0             | 0             | —            | —            | —               | —               | 9      | 0      |
| Sarpsborg 08  | 2012    | 1. divisjon    | 26     | 9    | 3             | 1             | —            | —            | —               | —               | 29     | 10     |
| Sarpsborg 08  | 2013    | Eliteserien    | 31     | 8    | 1             | 0             | —            | —            | —               | —               | 32     | 8      |
| Sarpsborg 08  | Celkem  | Celkem         | 66     | 17   | 4             | 1             | —            | —            | 0               | 0               | 70     | 18     |
| Molde         | 2014    | Eliteserien    | 30     | 13   | 4             | 4             | —            | —            | 3               | 0               | 37     | 17     |
| Molde         | 2015    | Eliteserien    | 28     | 12   | 1             | 0             | —            | —            | 13              | 7               | 42     | 19     |
| Molde         | 2016    | Eliteserien    | 12     | 5    | 1             | 1             | —            | —            | 0               | 0               | 13     | 6      |
| Molde         | Celkem  | Celkem         | 70     | 30   | 6             | 5             | —            | —            | 16              | 7               | 92     | 42     |
| Basel         | 2016/17 | Super League   | 32     | 10   | 5             | 0             | —            | —            | 3               | 0               | 40     | 10     |
| Basel         | 2017/18 | Super League   | 33     | 11   | 3             | 0             | —            | —            | 8               | 2               | 44     | 13     |
| Basel         | Celkem  | Celkem         | 65     | 21   | 8             | 0             | —            | —            | 11              | 2               | 84     | 23     |
| Southampton   | 2018/19 | Premier League | 16     | 0    | 2             | 0             | 1            | 0            | —               | —               | 19     | 0      |
| Southampton   | 2019/20 | Premier League | 0      | 0    | 0             | 0             | 0            | 0            | —               | —               | 0      | 0      |
| Southampton   | 2020/21 | Premier League | 0      | 0    | 0             | 0             | 0            | 0            | —               | —               | 0      | 0      |
| Southampton   | 2021/22 | Premier League | 16     | 3    | 1             | 1             | 1            | 3            | —               | —               | 18     | 7      |
| Southampton   | Celkem  | Celkem         | 32     | 3    | 3             | 1             | 2            | 3            | 0               | 0               | 37     | 7      |
| Celtic (loan) | 2019/20 | Premiership    | 10     | 4    | 3             | 0             | 3            | 2            | 6               | 1               | 22     | 7      |
| Celtic (loan) | 2020/21 | Premiership    | 34     | 10   | 2             | 1             | 0            | 0            | 9               | 6               | 45     | 17     |
| Celtic (loan) | Celkem  | Celkem         | 44     | 14   | 5             | 1             | 3            | 2            | 15              | 7               | 67     | 24     |
| Celkem        | Celkem  | Celkem         | 277    | 85   | 26            | 8             | 5            | 5            | 42              | 16              | 350    | 114    |

### Reprezentační
K 16. listopadu 2021
| Norsko | Norsko | Norsko |
| Rok    | Zápasy | Góly   |
| ------ | ------ | ------ |
| 2014   | 2      | 0      |
| 2015   | 3      | 0      |
| 2016   | 0      | 0      |
| 2017   | 9      | 4      |
| 2018   | 8      | 1      |
| 2019   | 2      | 0      |
| 2020   | 4      | 1      |
| 2021   | 11     | 3      |
| Celkem | 39     | 9      |

#### Reprezentační
Skóre a výsledky Norska jsou vždy zapisovány jako první.
| Gól | Datum           | Místo                                      | Soupeř        | Skóre | Výsledek | Soutěž                                |
| --- | --------------- | ------------------------------------------ | ------------- | ----- | -------- | ------------------------------------- |
| 1.  | 13. června 2017 | Ullevaal Stadion, Oslo, Norsko             | Švédsko       | 1:0   | 1:1      | Přátelský zápas                       |
| 2.  | 5. října 2017   | San Marino Stadium, Serravalle, San Marino | San Marino    | 4:0   | 8:0      | Kvalifikace na Mistrovství světa 2018 |
| 3.  | 5. října 2017   | San Marino Stadium, Serravalle, San Marino | San Marino    | 5:0   | 8:0      | Kvalifikace na Mistrovství světa 2018 |
| 4.  | 5. října 2017   | San Marino Stadium, Serravalle, San Marino | San Marino    | 7:0   | 8:0      | Kvalifikace na Mistrovství světa 2018 |
| 5.  | 16. října 2018  | Ullevaal Stadion, Oslo, Norsko             | Bulharsko     | 1:0   | 1:0      | Liga národů UEFA 2018/19              |
| 6.  | 7. září 2020    | Windsor Park, Belfast, Severní Irsko       | Severní Irsko | 1:0   | 5:1      | Liga národů UEFA 2020/21              |
| 7.  | 4. září 2021    | Daugavas stadions, Riga, Lotyšsko          | Lotyšsko      | 2:0   | 2:0      | Kvalifikace na Mistrovství světa 2022 |
| 8.  | 11. října 2021  | Ullevaal Stadion, Oslo, Norsko             | Černá Hora    | 1:0   | 2:0      | Kvalifikace na Mistrovství světa 2022 |
| 9.  | 11. října 2021  | Ullevaal Stadion, Oslo, Norsko             | Černá Hora    | 2:0   | 2:0      | Kvalifikace na Mistrovství světa 2022 |